# 니콘 1 S1

니콘1 S1는 니콘1 J3와 함께 2013년 3월 출시된 니콘1 마운트 미러리스 렌즈 교환식 카메라이다. 기존 니콘1 J 라인업 아래의 입문 기종이나, 전체적인 사양은 기존 J 라인업과 크게 다르지 않다. S1은 Nikon WU-1b 어댑터를 이용할 시, Wi-Fi를 이용한 스마트폰 리모컨 기능 및 스마트폰과의 연동 기능을 사용할 수 있다.

## CX포맷
니콘 CX포맷은 2011년 9월 발표된 미러리스 렌즈 교환식 카메라의 새로운 센서 포맷이다. CX포맷은 센서 자체에 위상차 AF와 콘트라스트 AF를 융합함으로써 보다 정확한 AF 성능을 이끌어냈다. 센서 사이즈는 13.2mm X 8.8mm로, 35mm 필름 대비 환산비율은 1:2.7이며, 플렌지백 길이는 17mm이다.